# Gaultheria trichophylla
Gaultheria trichophylla là một loài thực vật có hoa trong họ Thạch nam. Loài này được Royle mô tả khoa học đầu tiên năm 1835.